# Cuisine d'Ávila

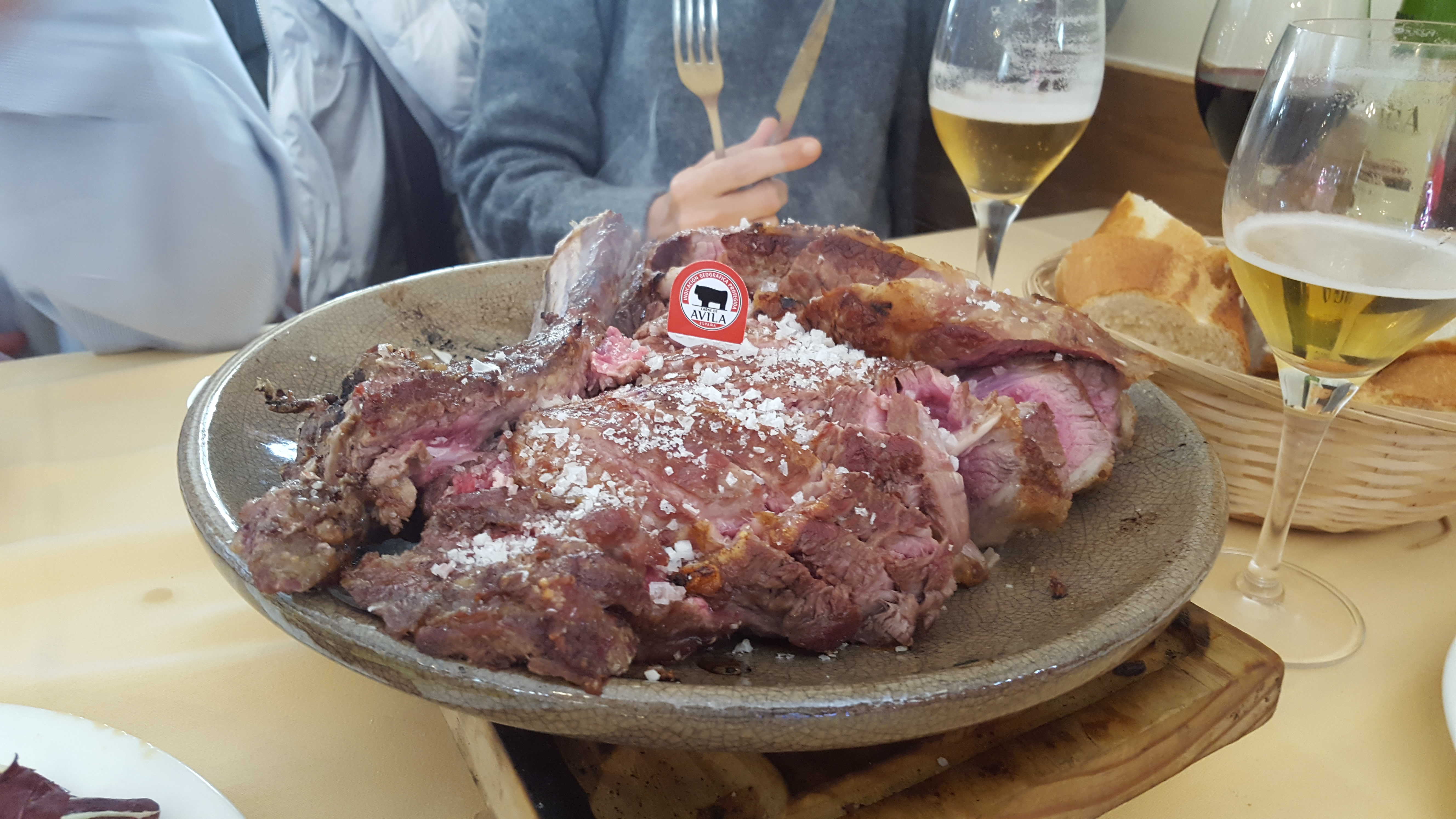
Le chuletón de Ávila est l'une de ses caractéristiques culinaires.

La cuisine d'Ávila ou gastronomie de la province d'Ávila est l'ensemble des plats et coutumes culinaires de la province d'Ávila. Les hivers rigoureux de la province exigent des plats copieux. La viande de bœuf issue des races d'Avila est très réputée, le très populaire chuletón de Ávila (steak grillé) étant l'un des plus connus. Cependant, grâce à la pêche en rivière, les ragoûts de crabe (principalement ceux des rivières Adaja et Tormes) sont bien connus.
Au sein de la province, la région de Gredos possède sa propre sous-région culinaire avec son propre style qui s'étend jusqu'à Cáceres et le district de La Vera. Dans toute cette zone, on partage des plats d'Estrémadure, comme l'utilisation du paprika et de certains fruits. Arévalo fait partie de l'un des sommets de l'aire géographique du cochinillo asado (cochon de lait rôti) avec Ségovie et Peñaranda de Bracamonte (Salamanque). Ávila possède un petit secteur de l'appellation d'origine Rueda en ce qui concerne les vins, dans le nord de la province. Il existe deux autres localités présentant des caractéristiques viticoles : Cebreros et El Tiemblo, mais jusqu'à présent sans appellation. 